# 赫尔曼·阿尔瓦雷斯·阿尔赫西拉斯
赫尔曼·阿尔瓦雷斯·阿尔赫西拉斯（西班牙語：Germán Álvarez Algeciras，1848年—1912年）是西班牙安达卢西亚风俗画家。

## 生平
1848年出生于赫雷斯-德拉弗龙特拉，先后在加的斯和塞维利亚学习美术。画作在1871年全国展览会上展出，同年获得加的斯省议会授予的奖学金，来到罗马学习，认识了马里亚·福尔图尼、何塞·希门内斯·阿兰达和何塞·加西亚·拉莫斯等绘画大师，并深受影响。
1876年返回西班牙，留在塞维利亚举办个人画展。1877年，一些画作在塞维利亚展览会中获得了极高评价。其中，《国王的弄臣》被阿方索十二世国王购买，现在由西班牙国家遗产局所有。
1879年结婚，回到家乡赫雷斯。1885年，成为赫雷斯圣多明哥美术学院院长。退休后还被授予荣誉院长称号。

## 作品集

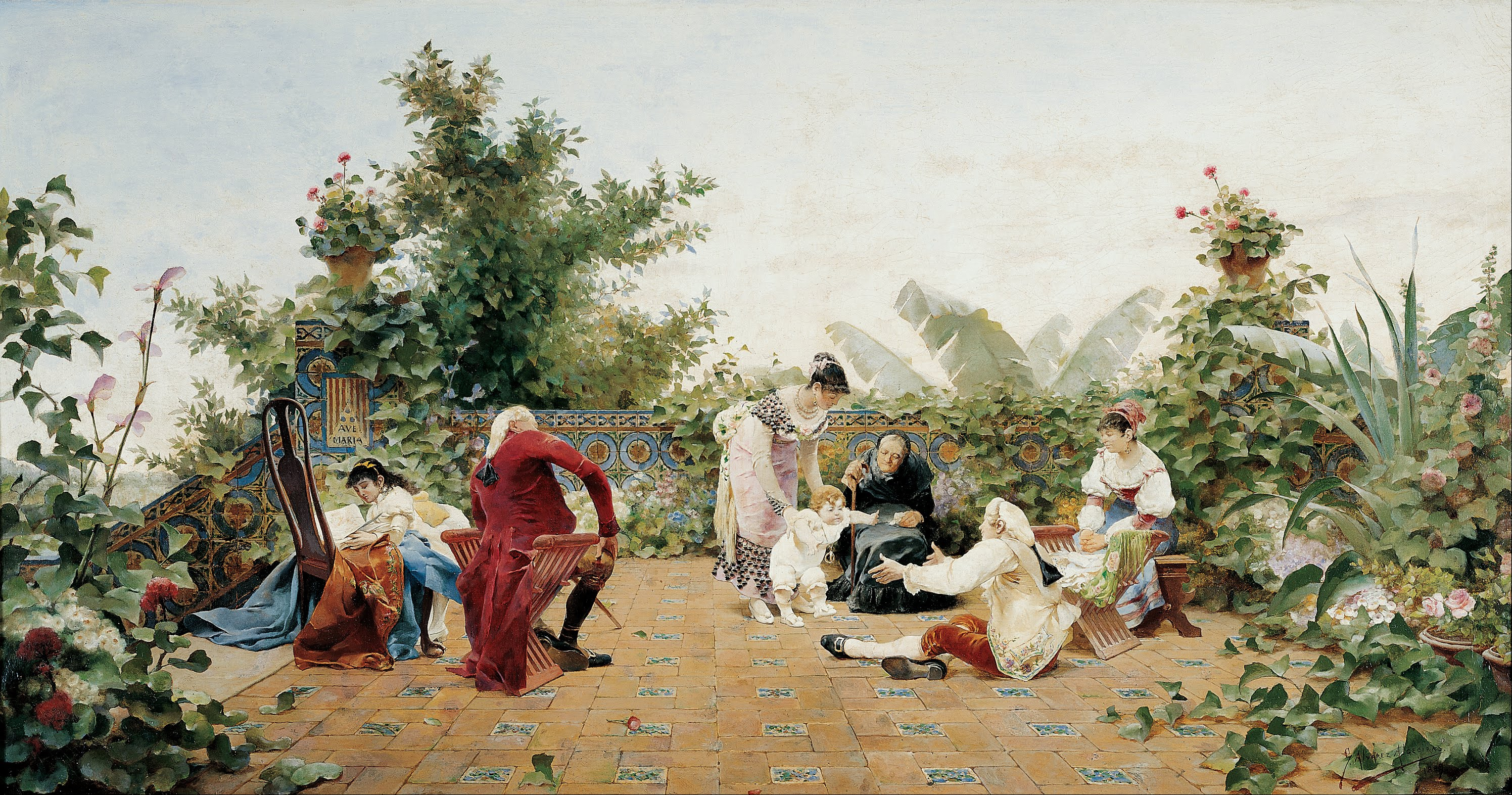
第一步
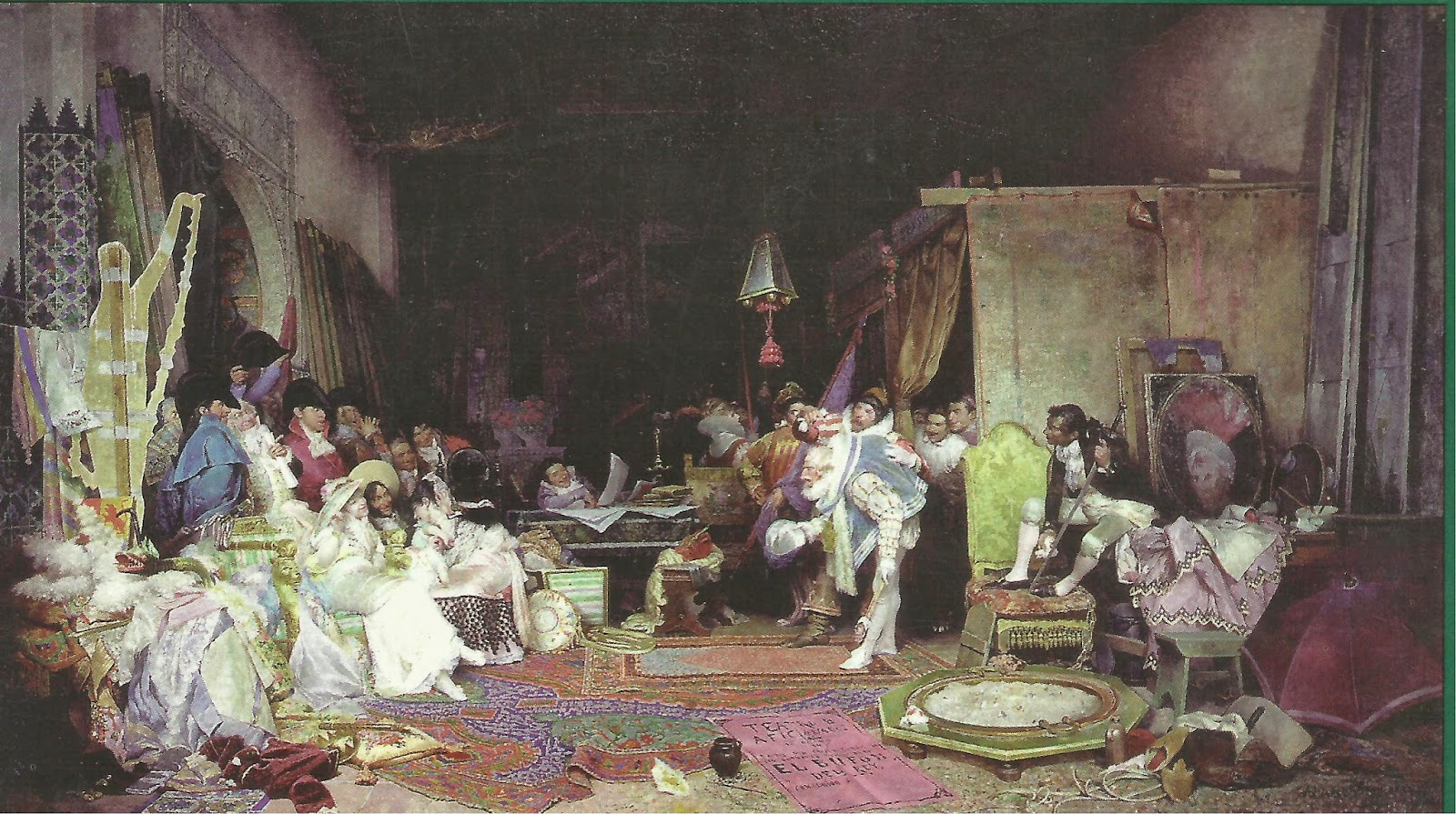
国王的弄臣
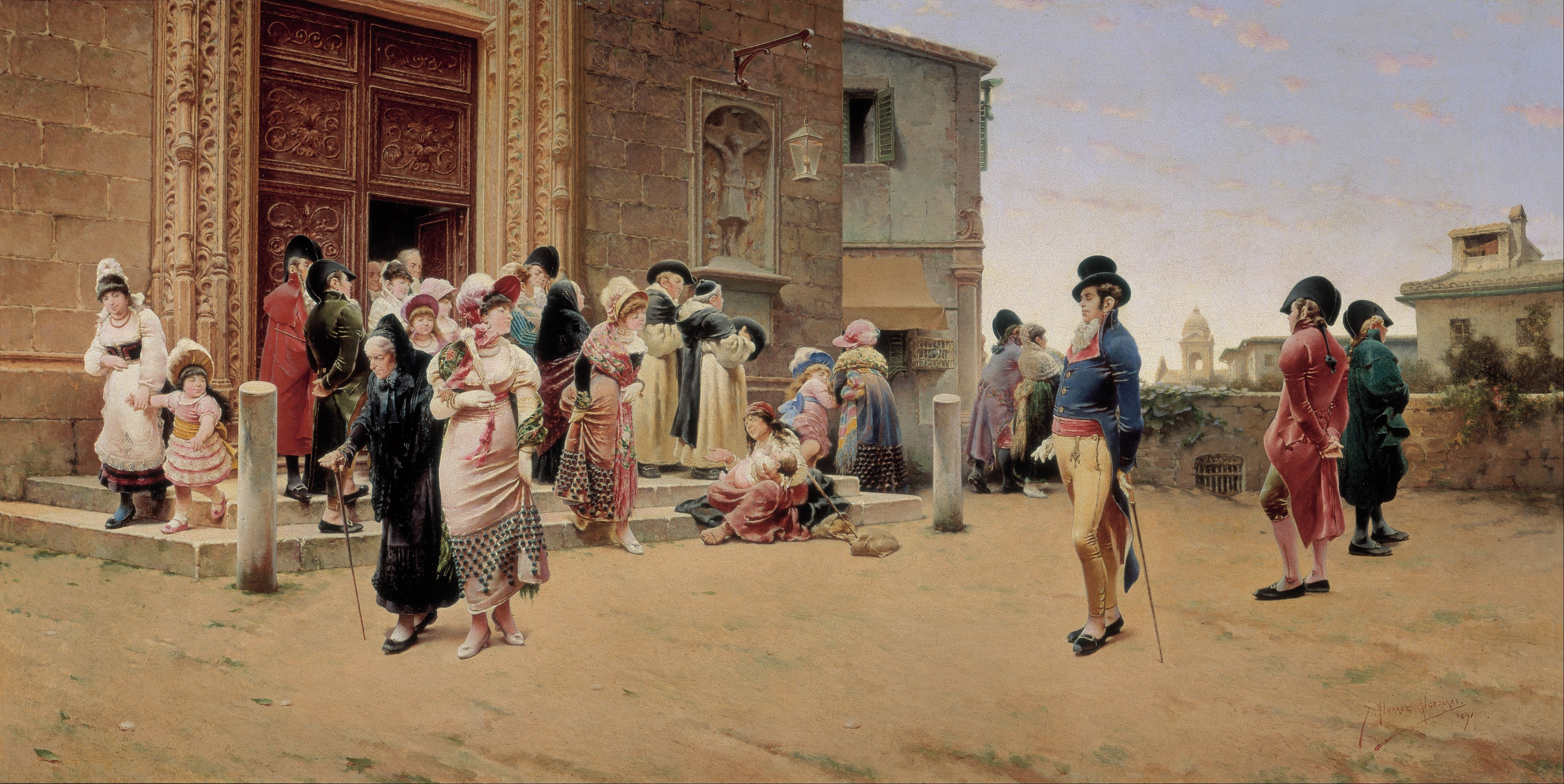
离开教堂
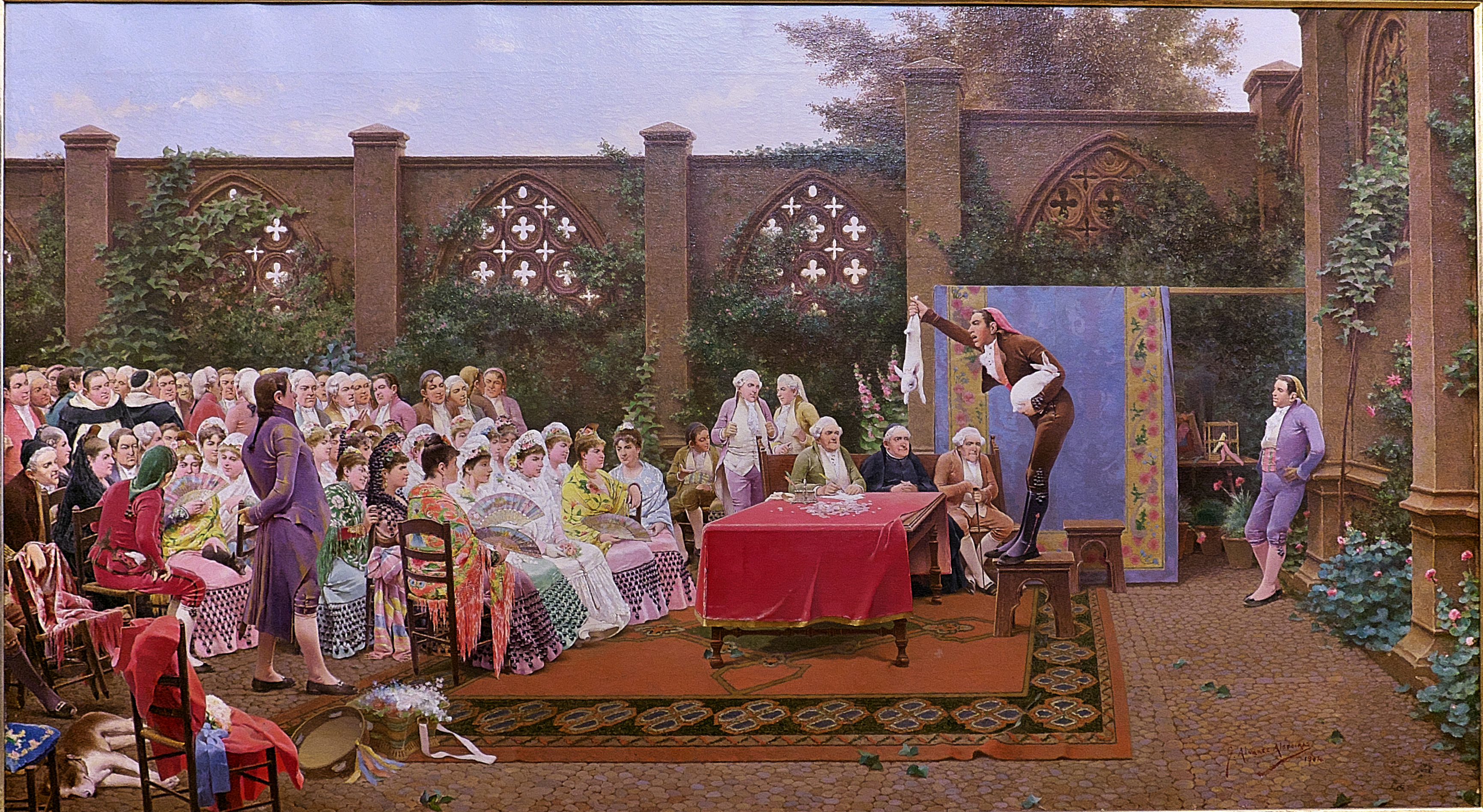
抽奖活动